# Trang trại gió Cam Túc
Dự án trang trại điện gió Cam Túc hay Cơ sở năng lượng gió Tửu Tuyền là một nhóm các trang trại gió lớn đang được xây dựng ở phía tây tỉnh Cam Túc ở Trung Quốc. Dự án trang trại gió Cam Túc nằm ở khu vực sa mạc gần thành phố Tửu Tuyền, thuộc hai địa phương của huyện Qua Châu và cũng gần thành phố Ngọc Môn, thuộc tỉnh Cam Túc phía tây bắc, nơi có nguồn tài nguyên gió dồi dào. Tổ hợp này đang hoạt động với công suất 40% trên công suất 8 GW, công suất dự kiến là 20 GW.

## Tổng quan
Dự án này là một trong sáu cụm điện gió quốc gia được chính phủ Trung Quốc phê duyệt. Dự kiến sẽ tăng lên 20.000 megawatt vào năm 2020, với chi phí ước tính là 120 tỷ nhân dân tệ Trung Quốc (17,5 tỷ USD).

## Các giai đoạn xây dựng

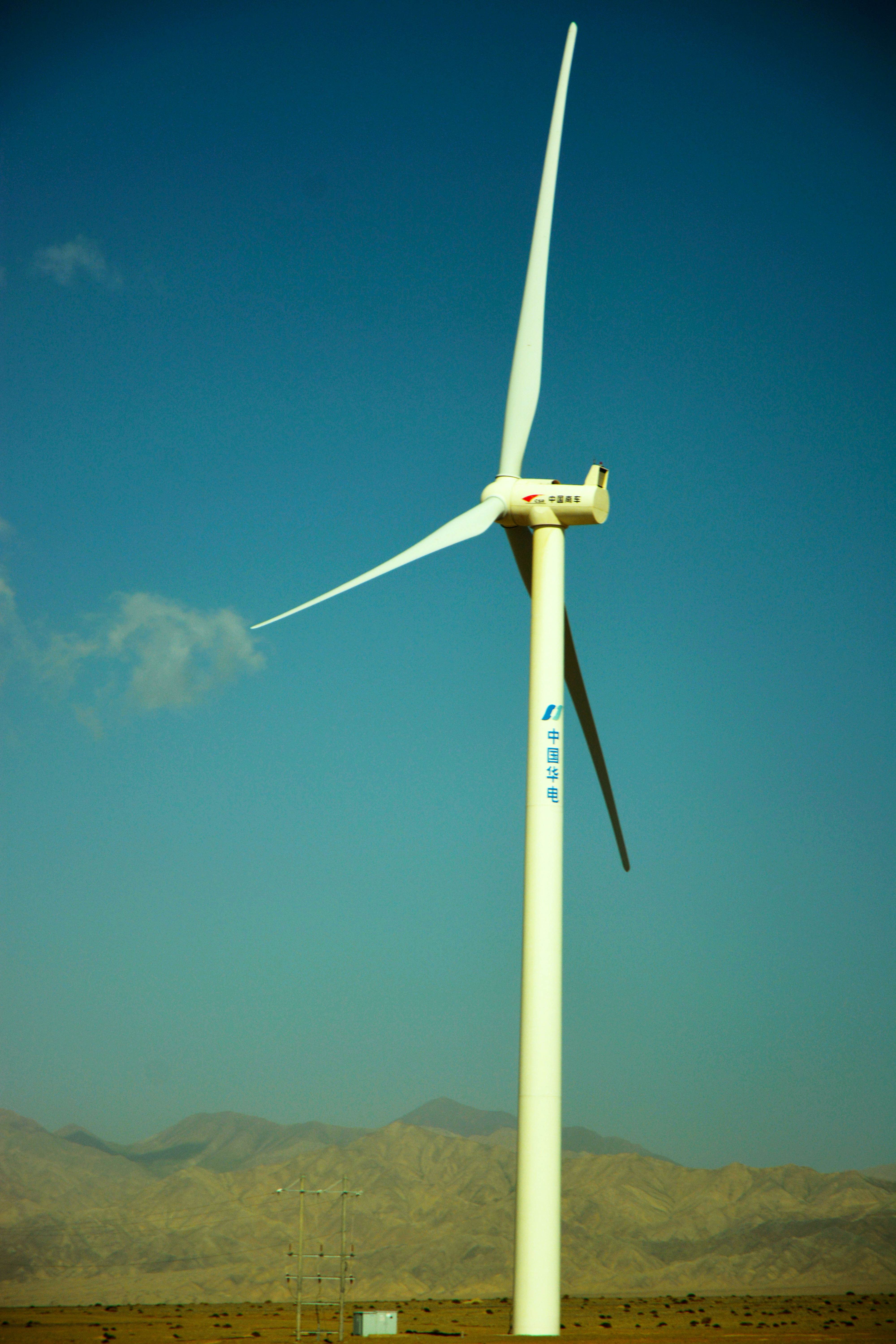
Tua bin gió trong trang trại gió

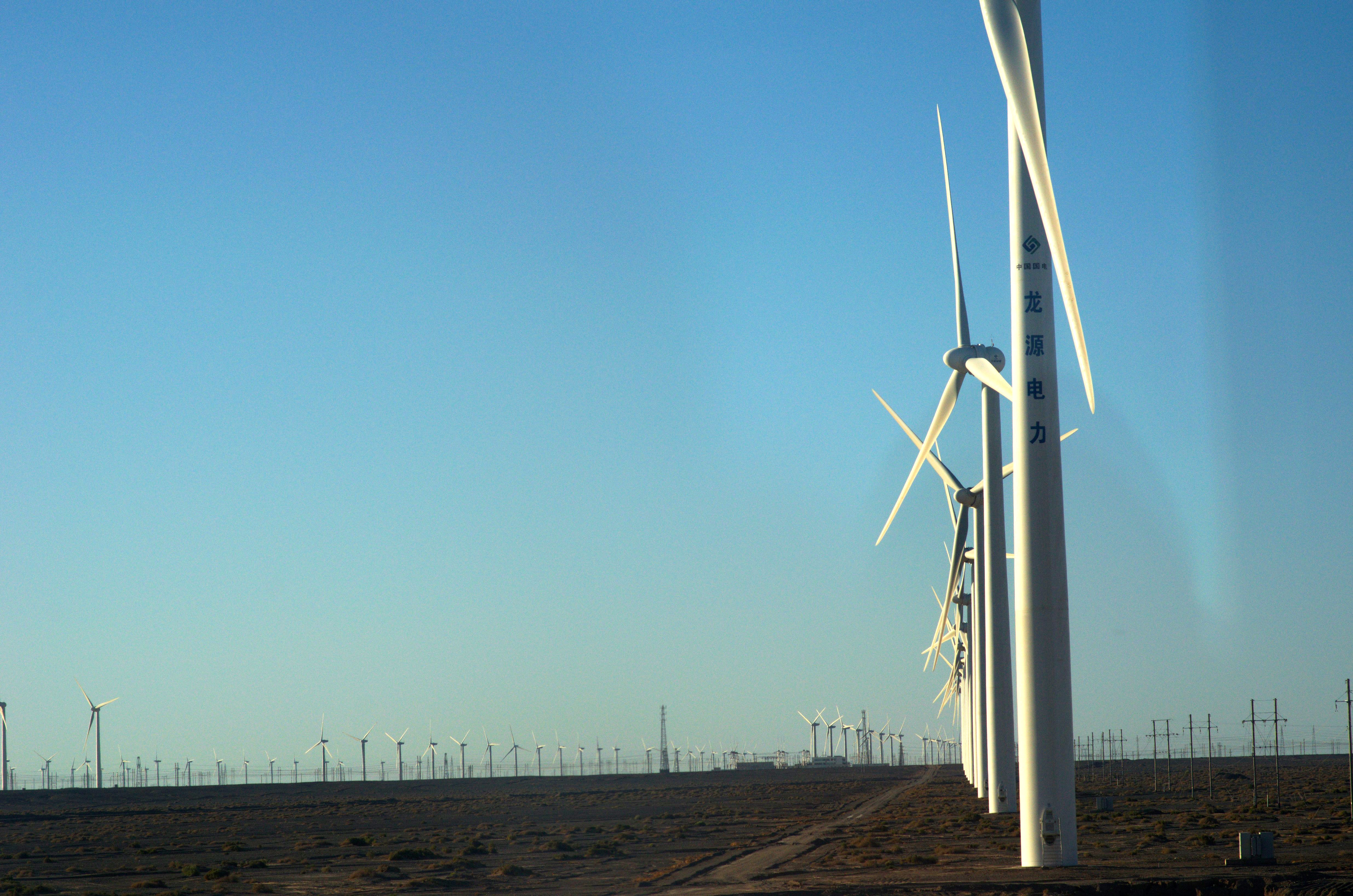
Trang trại gió Cam Túc

Dự án được chia thành nhiều giai đoạn. Giai đoạn 1 công suất 3.800 MW, bao gồm mười tám trang trại gió 200 MW và hai trang trại gió 100 MW. Giai đoan 2 công suất 8.000 MW bao gồm bốn mươi trang trại gió 200 MW. Công suất 12.710 MW vào năm 2015 và 20.000 MW vào năm 2020.